# Ойта Трініта
Ойта Трініта (яп. 大分トリニータ, Ойта Трініта) — японський футбольний клуб з міста Оїта, префектура Оїта, який виступає в Джей-ліга.

## Досягнення
- Кубок Джей-ліги
  -  Володар (1): 2008